# O Echo Porto Alegrense
O Echo Porto Alegrense foi um jornal brasileiro. Foi o primeiro jornal do Rio Grande do Sul a circular três vezes por semana. Iniciou sua publicação em 3 de junho de 1834 e terminou em junho de 1835.
Era um periódico pró-farroupilha, impresso na Tipografia Rio-Grandense. Sua feição partidária era dada por seu redator, tenente-coronel Silvano José Monteiro de Araújo e Paula.